# Никонова (деревня)
Никонова — деревня в Свердловской области России, входящая в муниципальное образование Алапаевское. Управляется Коптеловским территориальным управлением.

## География
Деревня располагается на левом берегу реки Реж, в 21 километре на юго-восток от города Алапаевска.

## Часовой пояс
Никонова, как и вся Свердловская область, находится в часовой зоне МСК+2. Смещение применяемого времени относительно UTC составляет +5:00.

## Население
| 2002 | 2010 |
| ---- | ---- |
| 130  | ↘62  |